# Книжкова торгівля в Україні
Книжкова торгівля в Україні
Держкомтелерадіо України здійснює моніторинг виконання розпорядження Кабінету Міністрів України «Про вимоги щодо функціонування об'єктів роздрібної торгівлі книжковою продукцією».
За даними цього моніторингу, на початок 2013 року в Україні функціонує 9125 об'єктів роздрібної торгівлі книжковою продукцією, у тому числі:
- 1517 книжкових магазинів
- 7608 книжкових кіосків та книжкових прилавків.[1]

У Києві на території Оболонського району (вул. Вербова, 21) функціонує «Книжковий ринок», на якому торгують книжковою продукцією (2100 торговельних місць).